# 주도일
주도일(朱道一, 1922년~1994년 7월 5일)은 조선민주주의인민공화국의 장교로 김일성의 개인 경호원으로 복무했으며 차수로 활동했다.